# رتلا
رتلا (به لاتین: Rätla) یک منطقهٔ مسکونی در استونی است که در دهستان راسیکو واقع شده‌است.